# Helmut Wick

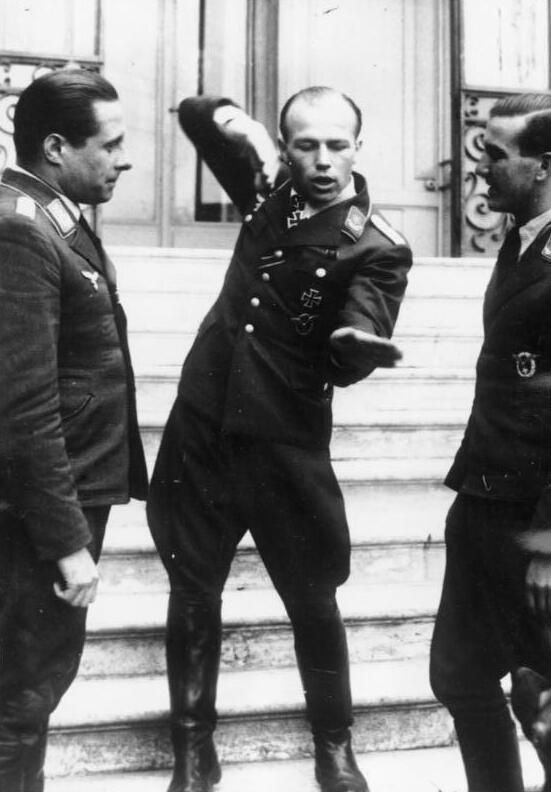
Helmut Wick

Helmut Paul Emil Wick (n. 5 august 1915, Mannheim, Imperiul German – d. 28 noiembrie 1940, Canalul Mânecii) a fost un aviator german care a servit în Luftwaffe în timpul celui de-al doilea război mondial.
Cu un total de 56 de victorii aeriene (din care 24 împotriva avioanelor britanice Supermarine Spitfire) în 168 de misiuni, a fost cel mai bun pilot german în timpul Bătăliei pentru Anglia (bătălie în care a avut 42 de victorii aeriene, dar în care a și murit).